# Колоратка
Колора́тка (пол. koloratka, з фр. collerette — «комірчик»; з італ. collare — «комір»; від лат. collum — «шия») чи римський комірець (фр. col romain, англ. Roman collar) — елемент одягу кліриків та інших священнослужителів в західних і деяких східних Церквах. В даний час так називають комірець священнослужителів, який буває двох видів: коротка (так званий листок) і довга з пектораллю.
У костюмі редемптористів він пришитий навколо зовнішнього боку габіту.

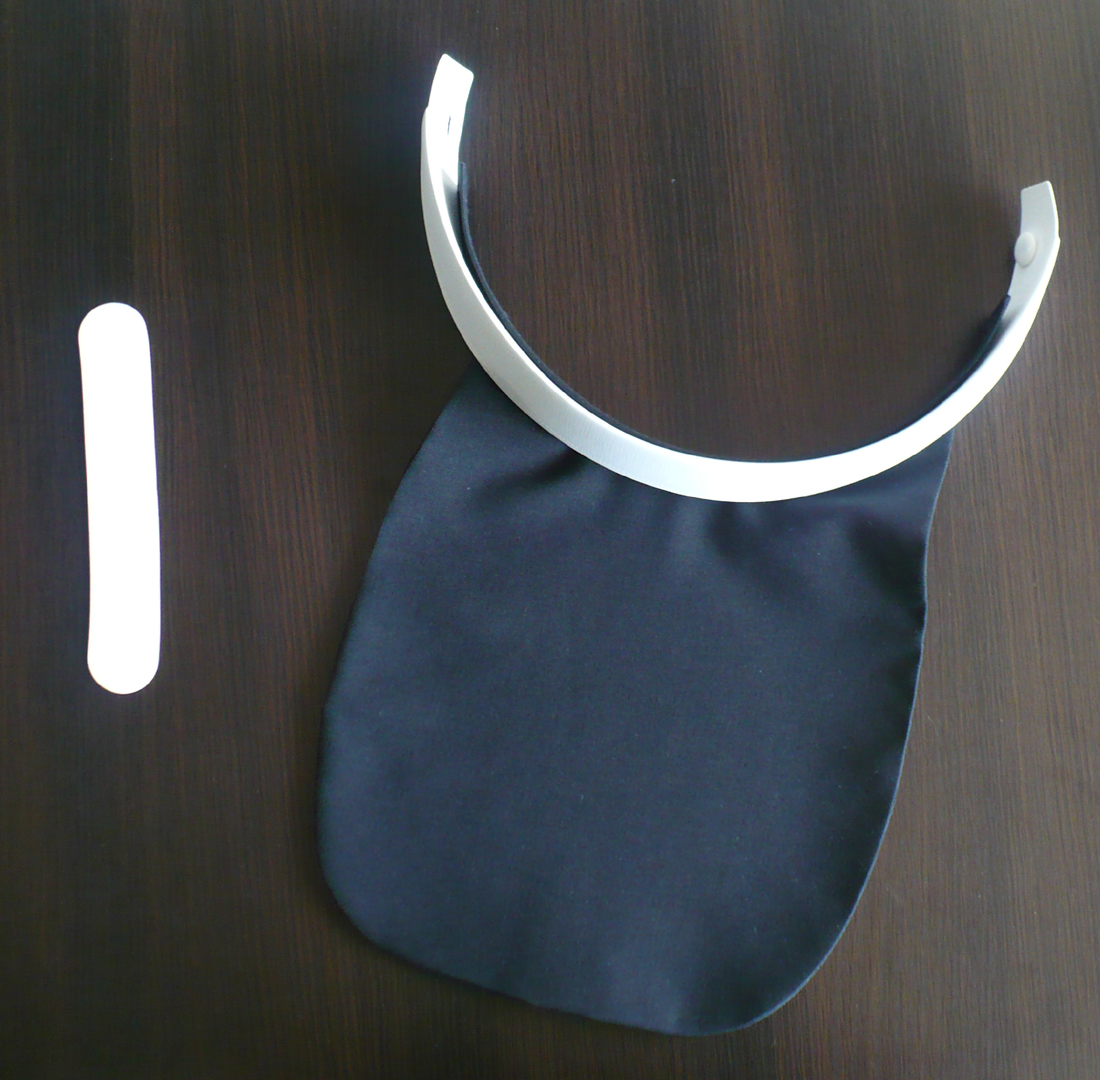
колоратка коротка (так званий листок) і довга з пектораллю.
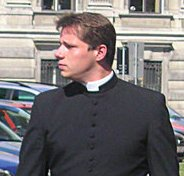
Священник католицький у колоратці.
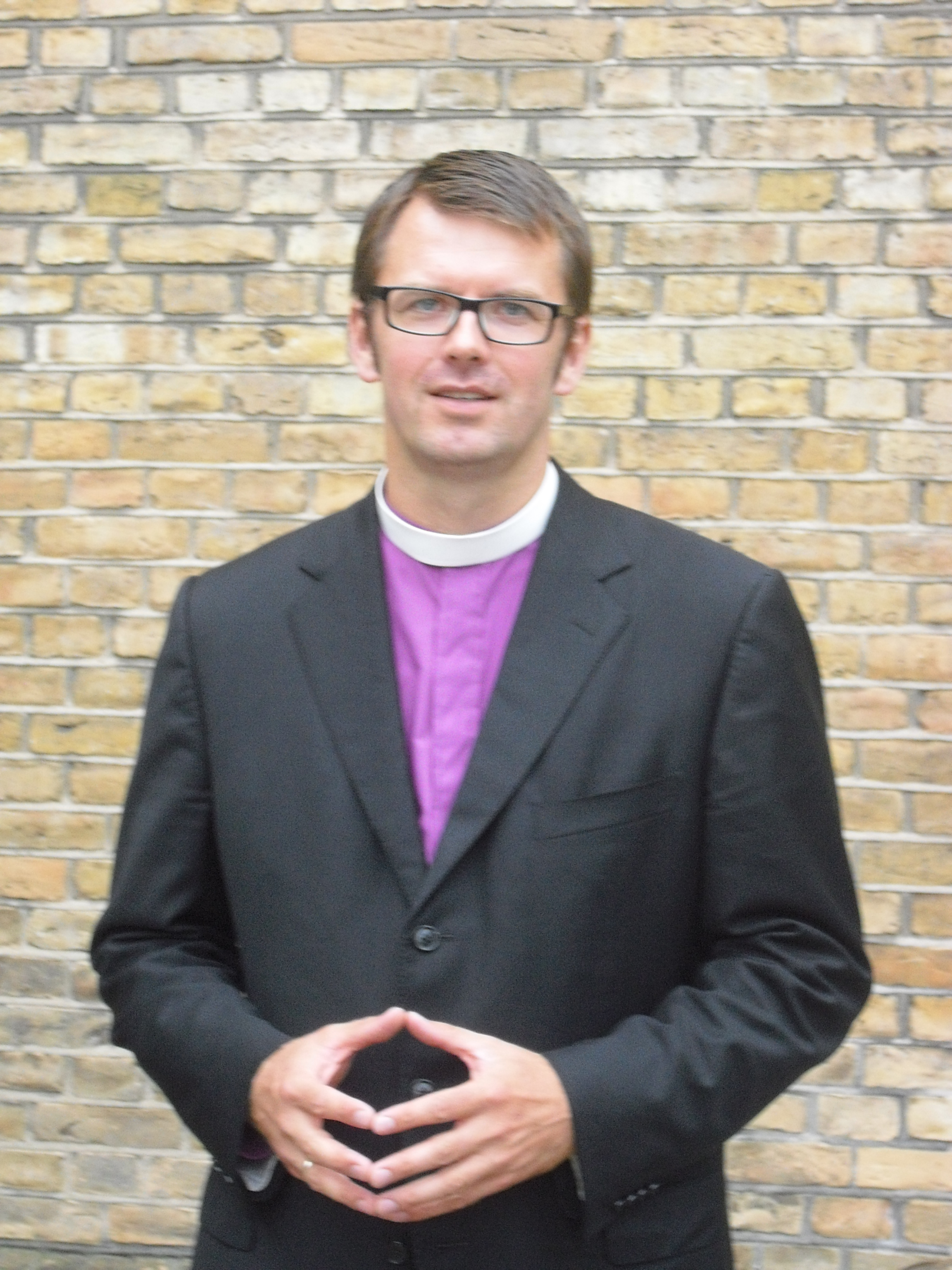
Латвійський баптистський єпископ Pēteris Sproģis у колоратці.
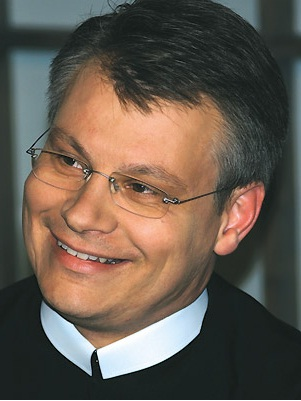
Польський редемпторист Krzysztof Bieliński.
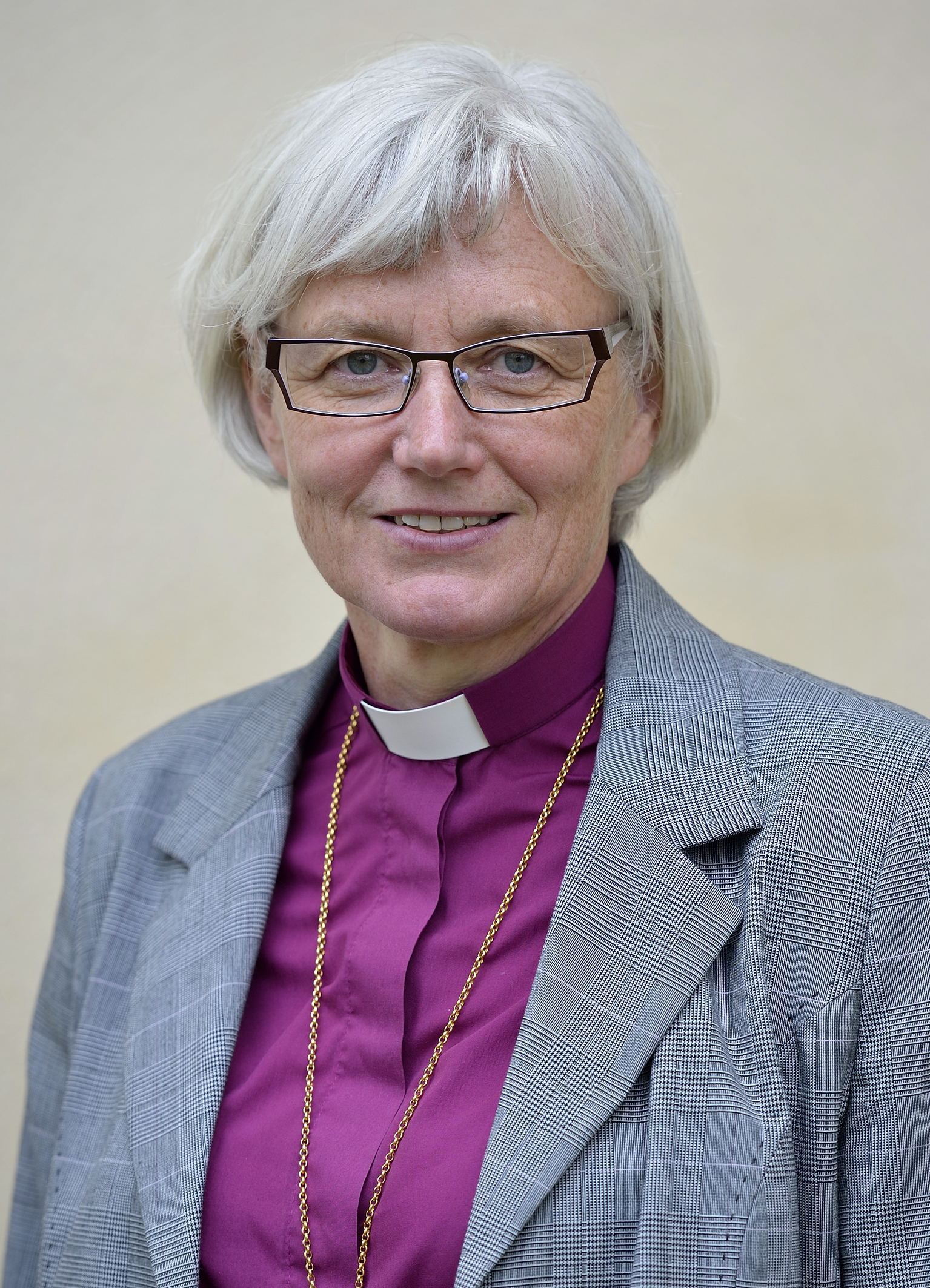
архієпископ Ант'є Якелен (Antje Jackelén) у колоратці.

## Зноски
1. ↑  koloratka, Encyklopedia PWN: źródło wiarygodnej i rzetelnej wiedzy. encyklopedia.pwn.pl (пол.). Процитовано 9 лютого 2024.
2. ↑  Informacja na witrynie „Przewodnika Katolickiego” (dostęp: 15-11-2014). Архів оригіналу за 29 листопада 2014. Процитовано 29 листопада 2014.